# محاصره صور
محاصرهٔ صور بخشی از کشورگشایی‌های اسکندر مقدونی در آسیا بود که در سال ۳۳۲ پیش از میلاد به وقوع پیوست. صور پایگاه ساحلی مهم و استراتژیکی در دریای مدیترانه محسوب می‌شد. ارتش مقدونیه نمی‌توانست شهر را به روش‌های معمول مسخر کند زیرا که شهر در جزیره‌ای واقع شده بود و دیوارهای شهر در خط ساحلی کشیده شده بودند. اسکندر برای فائق آمدن بر مشکلات، ابتدا هفت ماه شهر را محاصره و مسدود کرد و سپس میان‌گذری احداث و به کمک آن استحکامات شهر را فتح کرد.
گفته می‌شود اسکندر آنقدر از دفاع و مقاومت اهالی صور و کشته‌شدن سربازانش خشمگین شده بود که پس از فتح آن، نیمی از شهر را ویران کرد. بنا به گفتهٔ آریان، مقدونیان پس از مستولی شدن بر شهر ۸٬۰۰۰ از اهالی آن را از دم تیغ گذراندند. اسکندر، شاه صور و خانواده‌اش را امان داد اما ۳۰٬۰۰۰ نفر از ساکنان شهر را به بردگی فروخت.